# Сельский округ Турген
Се́льский окру́г Турге́н  (каз. Түрген ауылдық округі) — административная единица в составе Аршалынского района Акмолинской области.
Административный центр — село Турген.

## География
Административно-территориальное образование расположено в центральной части Аршалынского района. В состав сельского округа входит 3 населённых пункта. 
Граничит с землями административных единиц:
- Михайловский сельский округ — на севере,
- Константиновский сельский округ — на востоке,
- Нуринский район Карагандинской области — на юго-востоке,
- Анарский сельский округ — на юге,
- Акбулакский сельский округ — на юго-западе,
- Ижевский сельский округ, сельский округ Арнасай — на западе,
- Волгодоновский сельский округ — на северо-западе.

Территория сельского округа расположена на казахском мелкосопочнике. Рельеф местности в основном представляет из себя равнину с малыми возвышенностями. Перепад высот незначительны; средняя высота округа — около 450 метров над уровнем моря.
Гидрографическая сеть округа представлена рекой Ишим, протекающая с юго-востока на запад, к Вячеславскому водохранилищу. Имеется озеро Красное.
Климат холодно-умеренный, с хорошей влажностью. Среднегодовая температура воздуха положительная и составляет около +3,7°С. Среднемесячная температура воздуха в июле достигает +19,8°С. Среднемесячная температура января составляет около -14,6°С. Среднегодовое количество осадков составляет около 420 мм. Основная часть осадков выпадает в период с июня по июль.
Через территорию сельского округа с севера на юг проходит автодорога республиканского значения — М-36 «Граница РФ (на Екатеринбург) — Алматы, через города Костанай, Нур-Султан, Караганда».

## История
В 1989 году существовал как — Красноозерский сельсовет (сёла Тургеневка, Красное Озеро, Родники).
В периоде 1991—1998 годов:
- Красноозерский сельсовет был переименован и преобразован в сельский округ Турген;
- село Тургеневка было переименовано в село Турген.

## Население
| Численность населения | Численность населения | Численность населения |
| 1989                  | 1999                  | 2009                  |
| --------------------- | --------------------- | --------------------- |
| 1741                  | ↘1428                 | ↘1009                 |

## Состав
| № | Населённый пункт | Тип населённого пункта       | Население, 1989 | Население, 1999 | Население, 2009 |
| - | ---------------- | ---------------------------- | --------------- | --------------- | --------------- |
| 1 | Красное Озеро    | село                         | 242             | 232             | 107             |
| 2 | Родники          | село                         | 323             | 215             | 69              |
| 3 | Турген           | село, административный центр | 1 176           | 981             | 833             |

## Местное самоуправление
Аппарат акима сельского округа Турген — село Турген, улица Жастар, 19.
- Аким сельского округа — Шырганбаев Азамат Токтарханович[1].